# Drum național 22D
Der Drum național 22D (rumänisch für „Nationalstraße 22D“, kurz DN22D) ist eine Hauptstraße in Rumänien. 

## Verlauf
Die Straße zweigt in Măcin vom Drum național 22 (Europastraße 87) nach Südosten ab. Sie führt durch die nördliche Dobrudscha über Cerna nach Horia, wo der Drum național 22F einmündet, wendet sich nach Süden, kreuzt nach rund 4 km langem gemeinsamem Verlauf bei Ciucurova (Tschukurowa) den Drum național 22A und verläuft weiter generell nach Südosten, bis sie nördlich von Baia wieder auf den Drum național 22 trifft und an diesem endet. 
Die Länge der Straße beträgt rund 82 km.